# Un an (film)
Pour les articles homonymes, voir Un an (roman).
Pour plus de détails, voir Fiche technique et Distribution.
Un an est un film français réalisé par Laurent Boulanger d'après le roman de Jean Echenoz et sorti en 2006.

## Synopsis
Au réveil, Victoire trouve son conjoint Félix mort par terre. Ne comprenant pas ce qui s'est passé, elle culpabilise et prend la fuite. Elle perd tout contact avec son milieu, sauf que Louis Philippe la renseigne sur la suite des évènements, mais pas entièrement... Quels sont réellement ses mobiles?

## Fiche technique
- Titre : Un an
- Réalisation : Laurent Boulanger
- Scénario : Laurent Boulanger, d'après le roman homonyme de Jean Echenoz
- Photographie : Olivier Chambon
- Son : Dana Farzanehpour - Mixage : François Groult
- Décors : Véronique Barnéoud
- Costumes : Monique Proville
- Montage : Albane Peñaranda
- Musique : Foreign Office
- Producteurs : Anne Bennet et Bruno Solo
- Sociétés de production : Noodles Production et Solo Mio productions
- Pays de production :  France
- Société de distribution : Zélig films distribution
- Genre : drame
- Date de sortie :	
  - France : 28 juin 2006

## Distribution
- Natalia Dontcheva : Victoire
- Denis Podalydès : Louis-Philippe
- Hippolyte Girardot : Félix
- László Szabó : Poussin
- Bernard Blancan : Castel
- Julie Debazac : Louise
- Michel Scotto di Carlo : Gérard
- Tamara Krcunovic : Alena
- Frédéric Bouchet : le conducteur assureur
- Jean Bédouret : le propriétaire mécontent
- Jean Echenoz : le conducteur de la Volvo
- Joël Barcq : l'homme attentionné